# Halowe Mistrzostwa Europy w Lekkoatletyce 2019 – bieg na 1500 m kobiet
Bieg na 1500 metrów kobiet – jedna z konkurencji biegowych rozgrywanych podczas halowych lekkoatletycznych mistrzostw Europy w hali Emirates Arena w Glasgow.

## Terminarz
| Data    | Godzina |            |
| ------- | ------- | ---------- |
| 1 marca | 19:10   | Eliminacje |
| 3 marca | 20:12   | Finał      |

## Statystyka

### Rekordy
Tabela prezentuje halowy rekord świata, rekord Europy w hali, rekord halowych mistrzostw Europy, a także najlepsze osiągnięcia w hali w Europie i na świecie w sezonie 2019 przed rozpoczęciem mistrzostw.
|                                               | Zawodniczka    | Wynik   | Miejsce   | Data                |
| --------------------------------------------- | -------------- | ------- | --------- | ------------------- |
| Rekord świata                                 | Genzebe Dibaba | 3:55,17 | Karlsruhe | 1 lutego 2014(dts)  |
| Rekord Europy                                 | Abeba Aregawi  | 3:57,91 | Sztokholm | 6 lutego 2014(dts)  |
| Rekord mistrzostw Europy                      | Laura Muir     | 4:02,39 | Belgrad   | 4 marca 2019(dts)   |
| Najlepszy wynik na świecie w 2019 roku (hala) | Genzebe Dibaba | 3:59,08 | Sabadell  | 6 lutego 2019(dts)  |
| Najlepszy wynik w Europie w 2019 roku (hala)  | Sofia Ennaoui  | 4:05,22 | Ostrawa   | 12 lutego 2019(dts) |

### Najlepsze wyniki w Europie
Poniższa tabela przedstawia 10 najlepszych rezultatów na Starym Kontynencie w sezonie 2019 przed rozpoczęciem mistrzostw.

W zestawieniu nie ujęto rosyjskich lekkoatletów zawieszonych z powodu afery dopingowej.
| Pozycja | Zawodniczka       | Reprezentacja | Wynik   | Data                | Miejsce  |
| ------- | ----------------- | ------------- | ------- | ------------------- | -------- |
| 1.      | Sofia Ennaoui     | Polska        | 4:05,22 | 12 lutego(dts) br   | Ostrawa  |
| 2.      | Simona Vrzalová   | Czechy        | 4:05,73 | 12 lutego(dts) br   | Ostrawa  |
| 3.      | Ciara Mageean     | Irlandia      | 4:06,76 | 13 lutego(dts) br   | Athlone  |
| 4.      | Claudia Bobocea   | Rumunia       | 4:07,05 | 13 lutego(dts) br   | Athlone  |
| 5.      | Maruša Mišmaš     | Słowenia      | 4:08,09 | 12 lutego(dts) br   | Ostrawa  |
| 6.      | Amela Terzić      | Serbia        | 4:08,48 | 17 lutego(dts) br   | Stambuł  |
| 7.      | Darja Barysiewicz | Białoruś      | 4:08,53 | 17 lutego(dts) br   | Stambuł  |
| 8.      | Luiza Gega        | Albania       | 4:09,58 | 17 lutego(dts) br   | Stambuł  |
| 9.      | Marta Pérez       | Hiszpania     | 4:10,10 | 18 stycznia(dts) br | Walencja |
| 10.     | Yolanda Ngarambe  | Szwecja       | 4:10,13 | 26 stycznia(dts) br | Boston   |

Pogrubioną czcionką oznaczono zawodniczki, które wystartowały na mistrzostwach.

## Rezultaty

### Eliminacje
Rozegrano 3 biegi eliminacyjne, do których przystąpiły 23 biegaczki. Awans do finału dawało zajęcie jednego z pierwszych dwóch miejsc w swoim biegu (Q). Skład finału uzupełniły trzyy zawodniczki z najlepszymi czasami wśród przegranych (q).
Opracowano na podstawie materiału źródłowego.
| Poz. | Bieg | Zawodniczka           | Reprezentacja   | Czas    | Uwagi |
| ---- | ---- | --------------------- | --------------- | ------- | ----- |
| 1.   | 2    | Marta Pérez           | Hiszpania       | 4:08,05 | Q,    |
| 2.   | 2    | Simona Vrzalová       | Czechy          | 4:08,06 | Q     |
| 3.   | 2    | Ciara Mageean         | Irlandia        | 4:08,15 | q     |
| 4.   | 2    | Darja Barysiewicz     | Białoruś        | 4:08,31 | q,    |
| 5.   | 1    | Laura Muir            | Wielka Brytania | 4:09,29 | Q     |
| 6.   | 1    | Kaciaryna Karniejenka | Białoruś        | 4:09,32 | Q,    |
| 7.   | 1    | Claudia Bobocea       | Rumunia         | 4:09,67 | q     |
| 8.   | 1    | Maruša Mišmaš         | Słowenia        | 4:09,81 |       |
| 9.   | 2    | Anna Silvander        | Szwecja         | 4:11,01 | PB    |
| 10.  | 1    | Yolanda Ngarambe      | Szwecja         | 4:12,16 |       |
| 11.  | 2    | Jemma Reekie          | Wielka Brytania | 4:13,44 | PB    |
| 12.  | 3    | Amela Terzić          | Serbia          | 4:16,51 | Q     |
| 13.  | 3    | Sofia Ennaoui         | Polska          | 4:16,78 | Q     |
| 14.  | 1    | Kristiina Mäki        | Czechy          | 4:17,19 |       |
| 15.  | 3    | Sarah McDonald        | Wielka Brytania | 4:17,64 | SB    |
| 16.  | 1    | Sara Kuivisto         | Finlandia       | 4:18,68 |       |
| 17.  | 3    | Diana Mezuliáníková   | Czechy          | 4:18,89 |       |
| 18.  | 3    | Hanna Hermansson      | Szwecja         | 4:19,88 |       |
| 19.  | 1    | Natalija Piliušina    | Litwa           | 4:20,98 |       |
| 20.  | 3    | Vera Hoffmann         | Luksemburg      | 4:21,07 |       |
| 21.  | 3    | Solange Pereira       | Hiszpania       | 4:24,57 |       |
| 22.  | 2    | Özlem Kaya            | Turcja          | 4:29,50 |       |
| –    | 2    | Caterina Granz        | Niemcy          | DNF     |       |
| –    | 3    | Luiza Gega            | Albania         | DNS     |       |

### Finał
Opracowano na podstawie materiału źródłowego.
| Poz. | Zawodniczka           | Reprezentacja   | Czas    |
| ---- | --------------------- | --------------- | ------- |
| 01 ! | Laura Muir            | Wielka Brytania | 4:05,92 |
| 02 ! | Sofia Ennaoui         | Polska          | 4:09,30 |
| 03 ! | Ciara Mageean         | Irlandia        | 4:09,43 |
| 4.   | Kaciaryna Karniejenka | Białoruś        | 4:11,59 |
| 5.   | Darja Barysiewicz     | Białoruś        | 4:11,92 |
| 6.   | Simona Vrzalová       | Czechy          | 4:12,16 |
| 7.   | Claudia Bobocea       | Rumunia         | 4:13,40 |
| 8.   | Marta Pérez           | Hiszpania       | 4:13,56 |
| 9.   | Amela Terzić          | Serbia          | 4:24,20 |